# Живіт

Області живота

Живі́т, че́рево, заст. ґе́лево (лат. abdomen, abdominis — живіт) — частина тіла, яка являє собою черевну порожнину та її стінки. Живіт відмежований спереду черевною стінкою, знизу тазом, а вгорі куполом діафрагми, і містить основні внутрішні органи: шлунок, кишку, нирки, надниркові залози, печінку, селезінку, підшлункову залозу, жовчний міхур, сечовий міхур. У чоловіків у нижній частині живота знаходяться також простата та сім'яні пухирці, у жінок — матка, маткові труби та яєчники.